# Портрет на Александър Батенберг
„Портрет на Александър Батенберг“ е картина от художника Конрад Вилхелм Дилиц (Konrad Wilhelm Dielitz) от 1881 г.
Портетът е нарисуван с маслени бои и представя княз Александър Батенберг в цял ръст с униформа и медали. Картината е поставена в позлатена резбована дървена рамка, украсена с корона, скиптър и императорско кълбо. Размерите на платното са 157 x 100 cm.

## Откупуване
На 28 януари 2019 г. на търг от аукционната къща „Доротеум“ (Dorotheum) във Виена българската държава, чрез министъра на културата Боил Банов, откупува портрета за 18 000 евро (22 500 евро с включени такси и ДДС).
Откупени са и три подноса. Първият е овален сребърен поднос филигиран с две дръжки от коронацията му в Русе на 29 април 1879 г. В центъра му е гравиран надписът „На Негово Височество Александър I Княз на България от жителите на град Русе“ и български лъв. Той е с размери 76,5 x 48 cm. Вторият е сребърен филигиран поднос, върху който е гравирано посвещение към княза от жителите на град Берковица. В четирите му края са разположени медальони с лъвове. Размерите му са 43,5 x 35,5 cm, а теглото му е 1450 g. Третият е частично посребрен метален поднос с флорални мотиви. На него е гравирано: „В спомен на Александър I Български княз от ловчанските градски жители. 25 юни 1879 г.“. Неговите размери са 76 x 48 cm.